# 馬羅博恩鎮區 (伊利諾伊州莫爾特里縣)
馬羅博恩鎮區（英語：Marrowbone Township）是位於美國伊利諾伊州莫爾特里縣的一個行政鎮區。

## 地方資料
根據2010年美國人口普查的數據，馬羅博恩鎮區的面積為102.40平方千米，當中陸地面積為101.90平方千米，而水域面積為0.50平方千米。當地共有人口1687人，而人口密度為每平方千米16.47人。